# Carlo Alberto Guidoboni Cavalchini
Carlo Alberto Guidoboni Cavalchini (né le 26 juillet 1683 à Tortona, dans l'actuelle province d'Alexandrie, au Piémont et mort le 7 mars 1774 à Rome) est un cardinal italien  du XVIIIe siècle. Son grand-neveu est le cardinal  Francesco Guidobono Cavalchini.

## Biographie
Il succéda à Prosper Lambertini, futur Benoît XIV, comme promoteur de la Foi de la Congrégation des Rites (avocat du diable) de 1728 à 1734.
Le pape Benoit XIV le crée cardinal lors du consistoire du 9 septembre 1743. En 1748 il est nommé préfet de la Congrégation pour l'érection des Églises et les provisions consistoriales et en 1753 camerlingue du Sacré Collège. À  partir de 1758 jusqu'à sa mort en 1776, il  est à la tête  de la Daterie apostolique. Il participe aux conclaves de 1758 et 1769. Lors du conclave de 1758 Cavalchini est papabile, mais il est rejeté par Louis XV sur base du ius exclusiviae.
En 1763, il est nommé cardinal-évêque d'Ostie et devient ainsi doyen du Collège des cardinaux primus inter pares.